# 高橋勇市
高橋 勇市（たかはし ゆういち、1965年6月12日 - ）は、視覚障害の陸上競技・マラソン選手。秋田県横手市出身、三菱商事所属。 IPC 陸上競技クラス T11 、身長 169cm 、体重 58kg 。血液型A型。
2004年、アテネパラリンピックマラソンの金メダリスト。2006年、IPC 陸上競技世界選手権大会マラソン金メダルの世界選手権者。2004年、国際盲人マラソンかすみがうら大会で当時の世界最高記録で優勝他、クラス T11 の 5000m 、 10000m 、マラソンの日本記録を樹立した。

## 経歴
農家の長男として生まれ、横手市立黒川小学校、同横手西中学校を経て秋田県立大曲農業高等学校に入学した。中学時代に陸上競技の経験があり、800メートル走や1500メートル走に取り組んだが、好成績を収めることはできなかったという。高校2年次に網膜色素変性症という難病に罹患して視力が極端に低下し、1984年（昭和59年）3月の高校卒業後、すぐに国立身体障害者リハビリテーションセンターに入った。リハビリテーションセンター在学中の1985年9月23日、神奈川県小田原市で開かれた全日本JBMAカップ小田原マラソン大会の10キロメートルに出場（記録は47分32秒、順位は10位）、続けていくつかのマラソン大会に10キロメートルの選手として出場した。
1988年（昭和63年）3月、リハビリテーションセンターを卒業。同年4月より複数の病院や健康ランドでマッサージ師として勤務する。なお、1987年より10年間は大会への出場は休止している。
活動再開は1996年（平成8年）であった。この年10月アトランタパラリンピックで金メダルを獲得した柳川春巳の活躍ぶりに刺激されてのことという。この年、沖縄県那覇市でひらかれたNAHAマラソンで初めてフルマラソンに出場し、記録は4時間53分47秒、順位は5109位であった。
1999年（平成11年）、34歳のとき視力を完全に失い、一時は自殺を考えたほどであったというが、この年より本格的なマラソントレーニングを開始した。2000年（平成12年）はシドニーパラリンピックのあった年であったが、疲労骨折のため代表選考会への出場を断念した。
2001年（平成13年）3月25日　東京都立川市でひらかれた第12回視覚障害者健康マラソン東京大会では20キロメートルに出場し、1時間23分20秒で2位に入った。伴走者は中沢修平であった。10月27日には第1回の全国障害者スポーツ大会が宮城県仙台市で開かれた。5000メートルと1500メートルに出場し、5000メートルでは18分01秒31、1500メートルでは5分03秒62を記録し、ともに優勝に輝いた。伴走者は両競技とも日本体育大学学生の宮島大輔であった。11月11日の第19回全日本JBMAマラソン小田原大会ではハーフマラソンで優勝した。タイムは1時間26分06秒であった（伴走者は入船満）。
2002年（平成12年）3月17日の第2回東京シティマラソン大会で10キロマラソンに出場、45分19秒のタイムで21人中3位に入った（伴走者は関田善作）。9月1日、東京都町田市でおこなわれた関東身体障害者陸上競技協会では10000メートルに出場し、39分13秒41で優勝した（伴走者は中澤修平）。
2003年（平成15年）2月11日の茨城県ひたちなか市でおこなわれた第51回勝田全国マラソン（フルマラソンの部）で2時間45分23秒の日本新記録を達成、同年3月16日、九州パラリンピック大会の10000メートルで35分39秒41をマーク、これも日本新記録であった。さらに3月23日に東京都荒川区でひらかれたの第7回東京荒川市民マラソンでは2時間40分13秒では日本最高記録を更新している。同年9月20日、ジャパン・パラリンピック陸上競技大会兼アテネパラリンピック選考会1500メートルの部では4分49秒47で従来の日本記録を2秒上回って新記録を出した。11月23日、京都府福知山市でひらかれた第13回福知山マラソン（第4回全日本盲人マラソン選手権兼アテネパラリンピック派遣選手選考会）では盲人男子の部で優勝し、パラリンピックフルマラソン出場の切符を手にした。
2004年（平成16年）3月、株式会社アイ・ティ・フロンティア(IT Frontier) に入社。4月18日、茨城県土浦市・かすみがうら市で開かれた国際盲人マラソンかすみがうら大会では2時間37分43秒のタイムを出し、当時の世界記録を上回った（伴走者は常本佳希・篠原聡・神原淳一・永見真吉）。9月にはアテネパラリンピックに出場し、フルマラソンで金メダルを獲得した（詳細後述）。39歳であった。なお、この年の春、眼科医院の薬剤師で市民ランナーでもある嘉子夫人と結婚している。
2005年（平成17年）2月、第54回別府大分毎日マラソンに全盲ランナーとして初出場した。前年のかすみがうら大会での記録が2時間40分以内という参加資格を突破したためで、視覚障害者として初めて国内外で第一線級のマラソン選手とタイムを競った。
2006年（平成18年）にはオランダのアッセンで開かれたIPC 陸上競技世界選手権男子マラソン（視覚障害1）で優勝している。記録は2時間45分21秒、大会新記録であった。
2008年（平成20年）9月17日、43歳で北京オリンピックのフルマラソンに出場した（詳細後述）。11月23日に開催された第18回福知山マラソン兼全日本盲人マラソン選手権で優勝し、この大会の3連覇を達成した。
2009年（平成21年）1月18日、前年11月にテロのあったインドのムンバイで開かれた国際リレーマラソンに「視覚障害者オールスターチーム」の一員として特別参加した。また、4月19日の第19回かすみがうらマラソン兼国際盲人マラソンかすみがうら大会では男子全盲の部で2時間47分49秒で優勝。さらに、8月7日に秋田県湯沢市で開催された第27回湯沢七夕健康マラソンでも優勝した。
2011年、IPC 陸上競技世界選手権ニュージーランド大会マラソン4位入賞、2012年、ロンドンパラリンピックマラソン7位入賞、2013年、IPC 陸上競技世界選手権フランス大会マラソン出場。バリアフリーを訴えて署名活動、講演会活動を展開するなど社会貢献にも力を入れている。
2014年10月からパラスポーツの認知度向上と競技の裾野拡大を目的に、パラスポーツ応援プロジェクト「 DREAM AS ONE. 」を三菱商事がスタートさせ、社会貢献活動の一環でそのアンバサダー（親善大使）として活動していたが、2015年10月1日、三菱商事に社員として入社した。マラソンの国際大会で活躍することを目指して競技活動を継続すると共に、アンバサダーとして講演活動やパラスポーツに関するイベントへの参加に専念することになった。2020年の東京パラリンピックも視野に、同社がアスリートを社員に採用するのは初めてのこと。

## パラリンピックに出場

### アテネパラリンピック
2004年（平成16年）、ギリシャのアテネで開かれたアテネパラリンピックでは3種目に出場した。9月19日に開催された10000メートル競走では34分36秒69の日本新記録で4位入賞、伴走者は中田崇志であった。9月24日の5000メートル競走では右のアキレス腱を痛めて1000メートル地点で棄権した（伴走者は神原淳一）。そして、9月26日のフルマラソンでは2時間44分24秒のタイムで優勝、伴走者は神原淳一と中田崇志であった。レースはポルトガルのカルロス・フェレイラとの一騎討ちとなったが、アテネオリンピック女子マラソンで野口みずきが仕掛けた25キロメートル付近でピッチを上げ、その後は独走状態となった。
この快挙に対し、「横手市民栄誉賞」（10月2日）、横手市体育協会表彰（10月2日）、株式会社アイ・ティ・フロンティア社長より「特別社長賞」（10月18日）、東京都北区長表彰（10月22日）、厚生労働大臣表彰（10月27日）、天皇より「銀杯」授与（10月27日）、内閣総理大臣表彰（10月27日）、秋田県社会福祉協議会表彰（10月27日）、東京都知事表彰（10月29日）、東京都障害者スポーツ協会表彰（10月29日）、東京都中央区長表彰（10月31日）、東京都中央区体育協会表彰（10月31日）、「秋田県県民栄誉章」（11月2日）が贈られた。また、11月2日には、出身中学校である横手市立横手西中学校で「アテネパラリンピック金メダル報告会」を開催している。

### 北京パラリンピック
2008年（平成20年）9月、中国の北京で開かれた北京パラリンピックでは、全盲のクラス（T11=B1）と弱視のクラス（T12=B2）が統合されたため、9月17日のフルマラソンでは2時間43分38秒でアテネを上まわる好タイムであったものの、全体では16位に終わった。全盲の選手のなかでは2位であった（クラス分けがなされていれば銀メダルであった）。伴走者は、シドニーオリンピック男子マラソン日本代表の川嶋伸次（当時、東洋大学陸上競技部監督）と志田淳（NEC府中陸上部所属、東海大学出身）であった。

## 主な成績

### 自己ベスト
5000メートル
16分49秒26（日本新、大会新）、2004年3月14日、第7回九州パラリンピック陸上競技大会（種目/T11グループ）、伴走者/中田崇志
10000メートル
34分36秒69（日本新）、2004年9月19日、アテネパラリンピック（種目/男子T11）、伴走者/中田崇志
10キロメートルマラソン
34分25秒、2004年2月29日、第9回はすだシティマラソン、伴走者/永見真吉・中井康広・神原淳一
ハーフマラソン（21.097キロメートル）
1時間15分37秒、2006年4月2日、第22回行田市鉄剣マラソン大会、伴走者/近藤充廣・酒井拓磨
フルマラソン（42.195キロメートル）
2時間37分43秒（世界新、日本新）、2004年4月18日、第14回かすみがうらマラソン大会兼国際盲人マラソンかすみがうら大会（種目/盲人男子B1）、伴走者/常本佳希・篠原聡・神原淳一・永見真吉
100キロメートルマラソン
10時間16分39秒、2002年9月22日、秋田内陸リゾートカップ100キロチャレンジマラソン、伴走者/二階堂隆

## 著書
- 高橋勇市『かけはし〜果てしない夢にむかって』あきたこまちの稲穂の会、2006年6月。